# Neustadt (province)
Pour les articles homonymes, voir Neustadt.
1809–1811
Entités suivantes :
- Carniole

La province de Neustadt est une ancienne subdivision des Provinces illyriennes, sous contrôle de l'Empire français, qui a existé entre 1809 et 1811. Sa population est estimée à 272 000 habitants vers 1809.

## Histoire
La province est constituée le 25 décembre 1809 lors de l'annexion des provinces illyriennes par l'Empire français. Le chef-lieu est fixé à Neustadt (actuelle Novo Mesto en Slovénie).
Elle est supprimée le 15 avril 1811 lors de la réorganisation des provinces.